# Mont Shindainichi
Le mont Shindainichi (新大日) est un sommet des monts Tanzawa culminant à 1 340 m d'altitude. Situé à l'est du mont Tō, il est inclus dans les limites du parc quasi national de Tanzawa-Ōyama.
La montagne est facilement accessible par un sentier de randonnée à partir du col de Yabitsu, sentier qui coupe la piste de Nagaone en provenance du village de Kiyokawa et avec le sentier menant directement au mont Tō pour une randonnée d'environ 40 minutes.

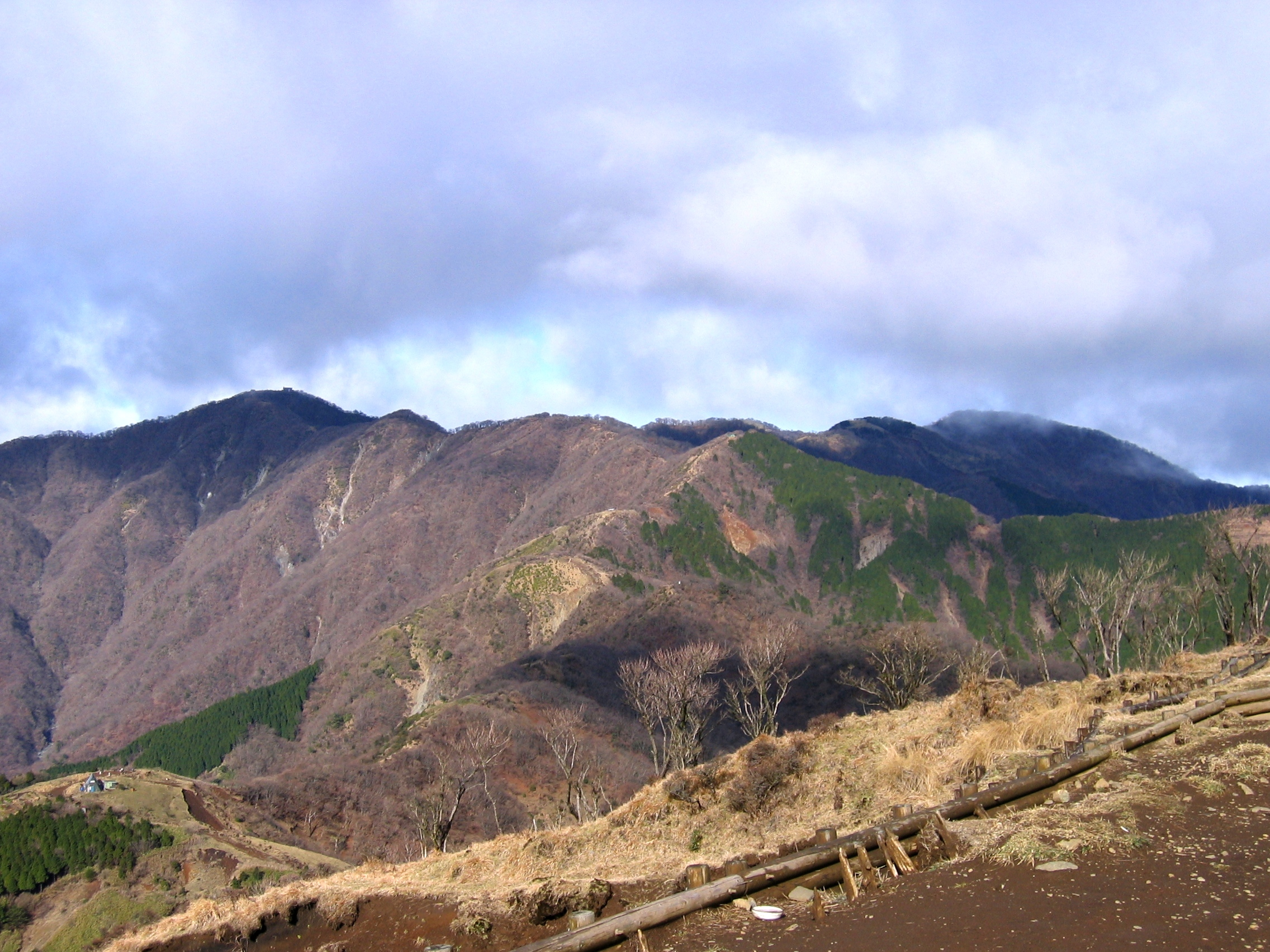
Vue des monts Tō, Shindainichi et Tanzawa depuis le mont Sannoto.
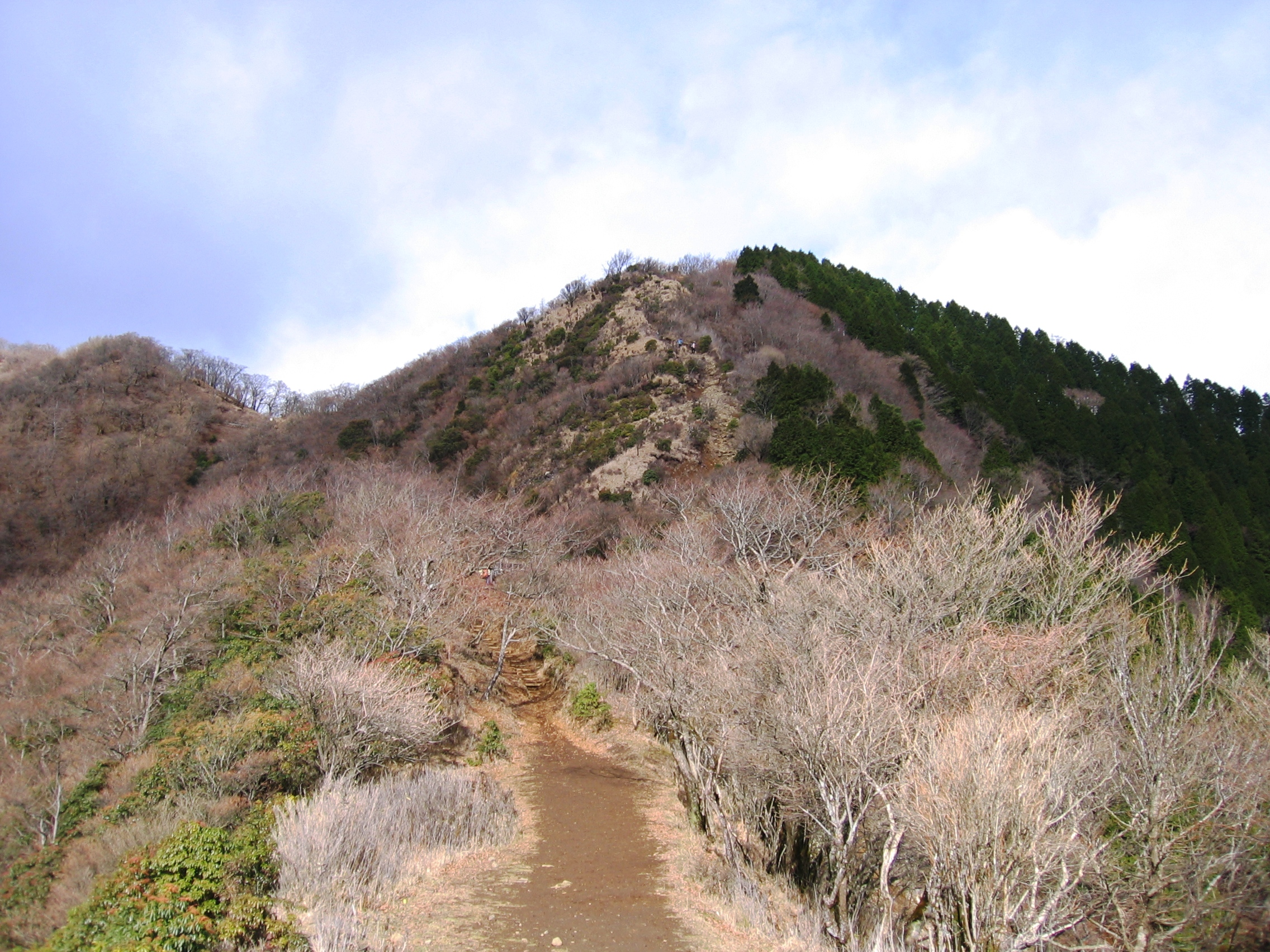
Vue du mont Shindainichi depuis le mont Gyoja.
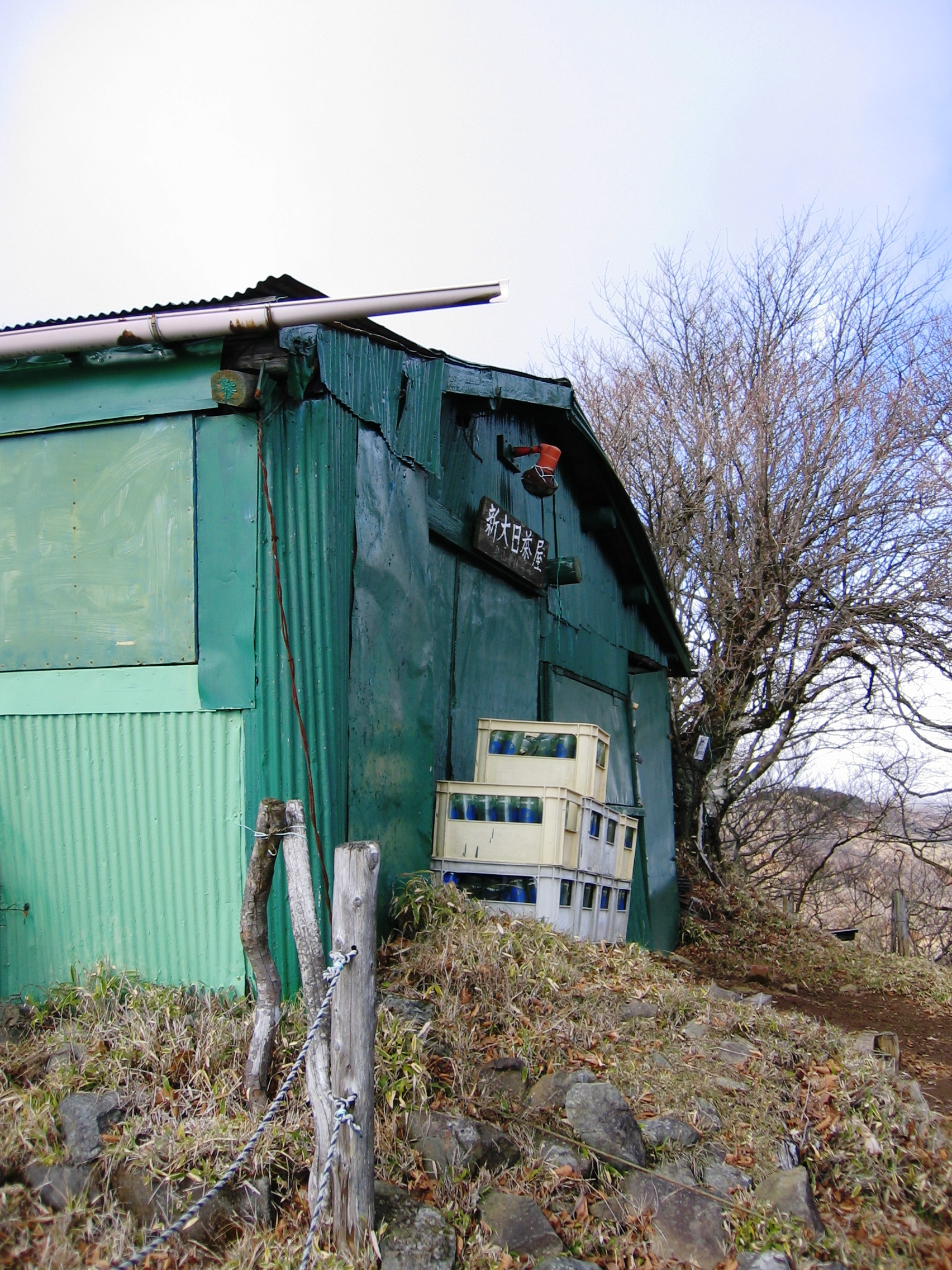
Une cabane au sommet du mont Shindainichi.